# Famiglia Marvel
La Famiglia Marvel (Marvel Family), poi nota anche come la Famiglia Shazam (Shazam Family), è un team di supereroi della Fawcett Comics e dell'universo della DC Comics. Creati nel 1942 dallo scrittore Otto Binder e dal disegnatore della Fawcett C.C. Beck, Mac Rayboy, Ed Herron e Marc Swayze, il team è un'estensione del franchising della Fawcett di Capitan Marvel e include Capitan Marvel, Mary Marvel, Capitan Marvel Jr. e in varie occasioni, una serie di altri personaggi.

## Storia editoriale
La famiglia Marvel fu istituita nel 1942 dopo l'introduzione dei partner di Capitan Marvel, i luogotenenti Marvel (Whiz Comics n. 21, settembre 1941), Capitan Marvel Jr. (Whiz Comics n. 25, dicembre 1941) e Mary Marvel (Captain Marvel Adventures n. 8, dicembre 1942). Con l'aggiunta di Mary e Jr. alle sue avventure, Capitan Marvel divenne il primo supereroe ad avere un team di aiutanti che condividevano i suoi poteri, le abilità e comparse; un concetto più tardi utilizzato per eroi quali Superman e Aquaman, tra gli altri.
I membri della famiglia Marvel apparivano sia insieme che separatamente in molte testate della Fawcett, inclusi Whiz Comics, Wow Comics, Master Comics, Captain Marvel Adventures, Capitan Marvel Jr., Mary Marvel e The Marvel Family. Nei tardi anni quaranta, i fumetti della famiglia Marvel erano tra i più popolari nell'industria dei fumetti e si espanse tanto da includere sia eroi senza poteri (Uncle Marvel e Freckles Marvel) sia animali buffi (Hoppy the Marvel Bunny). Nel 1953, tutte queste pubblicazioni cessarono a causa della controversia legale tra gli editori di Superman e la Fawcett.
Nel 1972, la DC acquistò i diritti dei personaggi della famiglia Marvel e cominciò a pubblicarla in un fumetto intitolato Shazam!. La Fawcett vendette alla DC i diritti sui personaggi nel 1980, in cui Shazam! venne cancellato, e i Marvel furono tolti dalla circolazione e inseriti come storie di appendice di World's Finest Comics e, più tardi, in Adventure Comics. La DC rimise Capitan Marvel in circolazione nel 1986 nella miniserie Legends, pubblicandolo come eroe singolo.
Lo scrittore e disegnatore Jerry Ordway resuscitò la famiglia Marvel nel 1995 nella serie Power of Shazam!, presentando una squadra composta soltanto da Capitan Marvel, Mary Marvel e Capitan Marvel Jr.

## Membri correnti

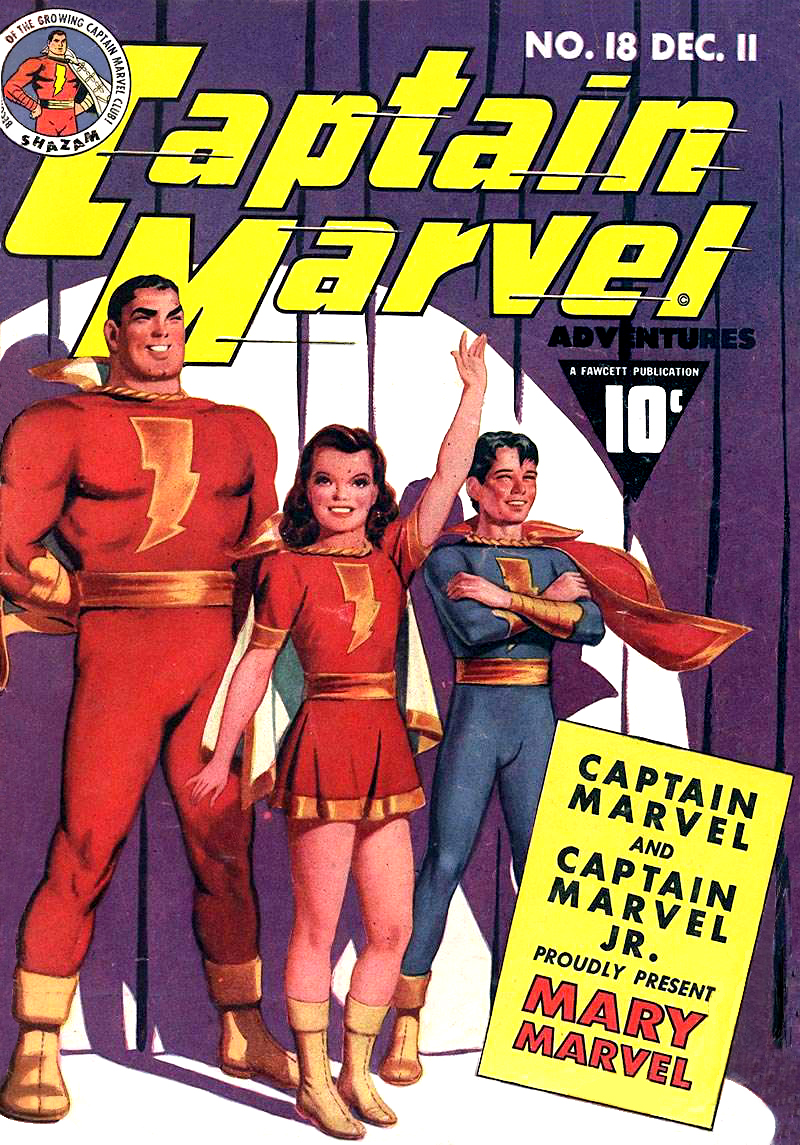
Membri correnti.

- Capitan Marvel: il "Mortale più Potente del Mondo", Capitan Marvel è l'alter-ego super potente del giovane Billy Batson, che dicendo il nome del Mago Shazam si trasforma in un supereroe adulto col costume rosso e oro. Billy ha i poteri di Salomone (saggezza), Eracle (forza), Atlante (resistenza), Zeus (potenza), Achille (coraggio) e Mercurio (velocità). È il campione ed erede del Mago Shazam. Billy condivide i suoi poteri con il resto della famiglia Marvel ed è attualmente l'erede al trono di Shazam e custode della Roccia dell'Eternità sotto il nome di Marvel.
- Mary Marvel: una volta la sorella perduta di Billy, Mary Batson (nome adottivo Mary Bromfield), scoprì che anche lei, dicendo il nome del Mago, poteva diventare una Marvel. La versione classica di Mary Marvel rimaneva una teenager dopo la trasformazione e aveva un costume rosso e oro. La versione moderna di Mary Marvel è adulta dopo la trasformazione e ha un costume bianco e oro. Durante il corso della serie Il potere di Shazam!, Mary condivise la testata di "Capitan Marvel" con Billy. Nella miniserie precedentemente conosciuta come Justice League, Mary diventò un membro de "I Superamici", un gruppo formato per lo più da membri fondatori della Justice League, dopo che Capitan Marvel declinò l'invito di partecipazione. La Mary Marvel dell'era classica aveva un gruppo di divinità diverse da quelle di Billy da cui prendeva i suoi poteri. Erano Selena (grazia), Hippolita (forza), Artemide (abilità), Zefiro (velocità), Afrodite (bellezza) e Minerva (saggezza).
- Capitan Marvel Jr.: attaccato e lasciato moribondo da Capitan Nazi, a Freddy Freeman fu dato il potere di diventare un Marvel per salvargli la vita. Quando pronuncia il nome di Capitan Marvel, Freddy diventa una versione adolescente del Capitano, con un costume blu e oro. Questo creò il problema che Freddy non poteva dire il suo nome senza ritornare nella sua forma originale. Il Freddy Freeman dell'era moderna si riferisce a se stesso col nome di CM3 (forma abbreviata di Capitan Marvel 3), in questo modo può identificarsi senza trasformarsi. Fu membro dei Teen Titans alla fine degli anni novanta e più tardi degli Outsiders. Nell'era corrente, dopo la limitata serie di The Trials Of Shazam!, Freddy superò dodici prove al fine di guadagnarsi i poteri di Shazam e divenire il nuovo campione ed erede col nome di Shazam. Nella persona di Shazam, Freddy indossa un costume identico a quello di Capitan Marvel.

## Membri Passati
- I Luogotenenti Marvel: tre altri ragazzi chiamati Billy Batson (coi soprannomi "Tall Billy", "Fat Billy" e "Hill Billy" per differenziarli dal "vero Billy" Capitan Marvel) che scoprirono, proprio a causa del loro nome, di avere il potere di Shazam. Fecero voto di usare i loro poteri Marvel solo se chiamati in aiuto da Capitan Marvel e solo se potevano gridare la parola magica all'unisono. Non sono apparsi nelle storie della famiglia Marvel fino a Crisi sulle Terre infinite nel 1985, a eccezione per una scena in The Trials Of Shazam! n. 2 dove apparvero per un breve istante in cui persero i loro poteri.
- Hoppy il Coniglio Marvel: uno spin-off generalmente confinato nella sua serie, la versione conigliesca rosa divertente di Capitan Marvel, periodicamente aiuta i suoi amici umani Marvel nelle loro avventure.

## Alleati della famiglia Marvel
- Il Mago Shazam: sebbene sia morto, come profetizzato, dopo aver donato a Billy il potere di diventare Capitan Marvel, lo spirito di Shazam rimase in qualità di custode nella Roccia dell'Eternità. Nell'era corrente, Shazam non muore dopo aver donato a Billy i suoi poteri ed è un personaggio molto più attivo di quanto non fosse nell'era classica. Ha raggiunto la divinità dopo il crossover Genesis del 1998, e fu sconfitto e ucciso dallo Spettro nella mini serie del 2005 il Day of Vengeance.
- Zio Dudley/Zio Marvel: durante l'era classica, un uomo chiamato Dudley dichiarò di non essere un parente dei Marvel, ma di essere lui stesso un Marvel, sebbene non fosse vero. Ai Marvel piacque e decisero di assecondarlo, e "Zio" Dudley divenne Zio Marvel, il manager della famiglia Marvel. Aveva la sua trasformazione con uno o più degli altri, ma non pronunciando la parola magica, bensì rimuovendo velocemente i suoi vestiti, rivelando un costume simile a quello dei Marvel. Lui spiega la sua mancanza di poteri dicendo di soffrire di "shazambago". Sua nipote Freckles Marvel era una compagna irregolare delle avventure di Mary Marvel dell'era classica. Nell'era corrente, Dudley H. Dudley è il custode della scuola frequentata da Billy e si trova coinvolto nelle avventure dei Marvel, sebbene una volta (Power Of Shazam n. 11, 1996) gli furono donati i poteri di Shazam per aiutare a recuperare i fuggitivi Sette Nemici Mortali dell'Uomo.
- Il Signor Rosso Boccalarga: una tigre umanoide intelligente, che nell'era classica preferiva vivere tra la gente comune piuttosto che vivere nella giungla o in uno zoo. Solitamente, indossa un completo tweed da uomo d'affari e usa maniere di comportamento molto formali. Il Rosso Boccalarga dell'era moderna è una bambola portata in vita da Lord Satanus per aiutare i Marvel nella loro battaglia contro la sorella stessa di Satanus, Blaze. Si auto-identifica come un pooka (phooka), una creatura magica della cultura mitologica celtica. Il Signor Rosso Boccalarga verrà reso vero permanentemente dal potere di Iside l'Invincibile. In Trials Of Shazam! #10 (2008), il Signor Boccalarga rivela che la Decima Era della Magia gli ha dato il potere di trasformarsi in una tigre dai denti a sciabola gigante. Nel cartone animato, era chiamato Mister Tigretti.
- Beautia e Magnificus Sivana: la figlia bella e adulta del Dottor Sivana condivideva la passione del padre di conquista e dominio del mondo, finché non conobbe e si innamorò di Capitan Marvel. La sua è una sbandata non corrisposta per il timido Capitano, non sapendo oltretutto che è solo un ragazzino. Anche suo fratello Magnificus è generalmente descritto come un alleato della famiglia Marvel, sebbene in una sola comparsa nella Golden Age. Magnificus era super forte e combatté Capitan Marvel mano contro mano.
- Il Signor Sterling Morris: presidente della Radio Whiz e datore di lavoro di Billy.
- La Signorina Worwood: nell'era moderna, è l'insegnante di Billy, e stereotipo dell'insegnante cattiva.
- Cissie Sommerly: la fidanzata di Billy nell'era classica.
- Nick e Nora Bromfield: Nell'era moderna, i genitori di Mary Batson, la adottarono illegalmente dopo che Sarah Primm gliela portò. Nora Bromfield fu la cugina della madre di Billy e Mary, ma decise di non dire a Mary della sua vera famiglia. I Bromfield volevano guadagnare il diritto di adottare legalmente sia Mary che Billy, volendo dare ai ragazzi di nuovo una struttura famigliare.

## Membri della Black Marvel Family
La Black Marvel Family, una variante della famiglia Marvel con il supercriminale Black Adam come leader, fu inserita per la prima volta nelle pagine del settimanale della DC 52.
- Black Adam: un antico rinnegato egiziano, protetto del Mago Shazam, fu il primo a cui furono donati i poteri Shazam. Adam è cresciuto abusando del suo potere e divenne un tiranno. Shazam tornò per punirlo o con l'esilio (nei fumetti originali della Fawcett) o con la morte (nei fumetti moderni della DC). Ritornò sulla Terra (o alla vita) dopo che Shazam nominò Capitan Marvel suo nuovo successore, e subito divenne il più potente nemico di Capitan Marvel in abilità fisica. Nella continuità del più tardo Universo DC, Black Adam si unì alla Justice Society of America, dicendo di essere cambiato. Adam naturalmente si unì alla JSA per divenire un eroe come lo intendeva lui. Più tardi rovesciò con la forza il Governo della sua vecchia casa in Kahndaq, nominandosi sovrano. Adam fu uno dei personaggi principali nella serie a fumetti della DC "52" cui seguono i suoi tentativi di definirsi un eroe, che lo portò a creare una "Famiglia Marvel" tutta sua, che include sua moglie Isis e il suo Capitan Marvel Jr., Osiride, il fratello menomato di Isis con cui condivide i poteri.
- Isis l'Invincibile: La supereroina Isis fu originariamente creata come comparsa nella serie TV I Segreti di Iside, la serie sorella della serie TV Shazam!. Iside fu brevemente in squadra con Capitan Marvel sia in televisione che nei fumetti, e brevemente fu la protagonista di una propria testata alla fine degli anni settanta. Nel 2006, la DC Comics pubblicò una nuova e indipendente Isis e la introdusse nell'Universo DC. Questa Isis è l'alter-ego di Adrianna Tomaz, originariamente una schiava offerta a Black Adam dal gruppo terrorista Intergang come segno di stima in suo favore. Sebbene Adam trattò duramente coi mercanti di schiavi, Adrianna divenne l'interessante amore di Adam, e le fu dato un amuleto che le permetteva di diventare l'inviata delle dee egiziane. In Week 44 Isis fu uccisa dalle malattie portatele dal Cavaliere della Pestilenza. Alla fine di Black Adam: The Dark Age fu resuscitata da Felix Faust.
- Osiris: l'adolescente Osiride è Amon Tomaz, il fratello perduto di Adrianna che la Intergang aveva schiavizzato e che lei, con l'aiuto del marito Black Adam, di The Question e Renee Montoya, cercò. Infine Amon fu salvato, dopo essere stato azzoppato permanentemente da un feroce pestaggio da parte dei suoi schiavizzatori per il suo tentativo di fuga, e fu salvato solo dai poteri di Iside. In risposta, Black Adam tentò una nuova soluzione, trasferendo una parte dei suoi poteri ad Amon e dicendogli di pronunciare il suo nome. Quando Amon lo fece, fu immediatamente colpito dal fulmine magico che lo trasformò in Osiride, così come Capitan Marvel Jr. ricevette i suoi poteri da Capitan Marvel. Dopo molte avventure e un lavoro coi Teen Titans, Osiride fu assassinato dal suo fedele compagno Sobek.
- Sobek: Sobek è un coccodrillo umanoide creato e abbandonato dai Sivana che assistette la Black Marvel Family durante la storia di 52. Nonostante la sua mostruosa figura, il personaggio viene caratterizzato come timido, mansueto e di natura amichevole. Tuttavia, la sua comparsa non aiutò la Black Marvel Family poiché i media volevano che un coccodrillo fosse malvagio. Il personaggio è costantemente circondato da paura e incomprensione, senza parlare del suo aspetto mostruoso, che lo faceva assomigliare a un Rosso Boccalarga cattivo. Sobek rivelò il suo carattere maligno in 52 Week 43 quando convinse Osiride a trasformarsi dopodiché lo uccise e lo divorò.

In Week 44, Sobek si rivelò essere il quarto Cavaliere dell'Apocalisse, Fame. Fu ucciso da Black Adam sia per autodifesa che per vendetta.